# Heinrich Reisner

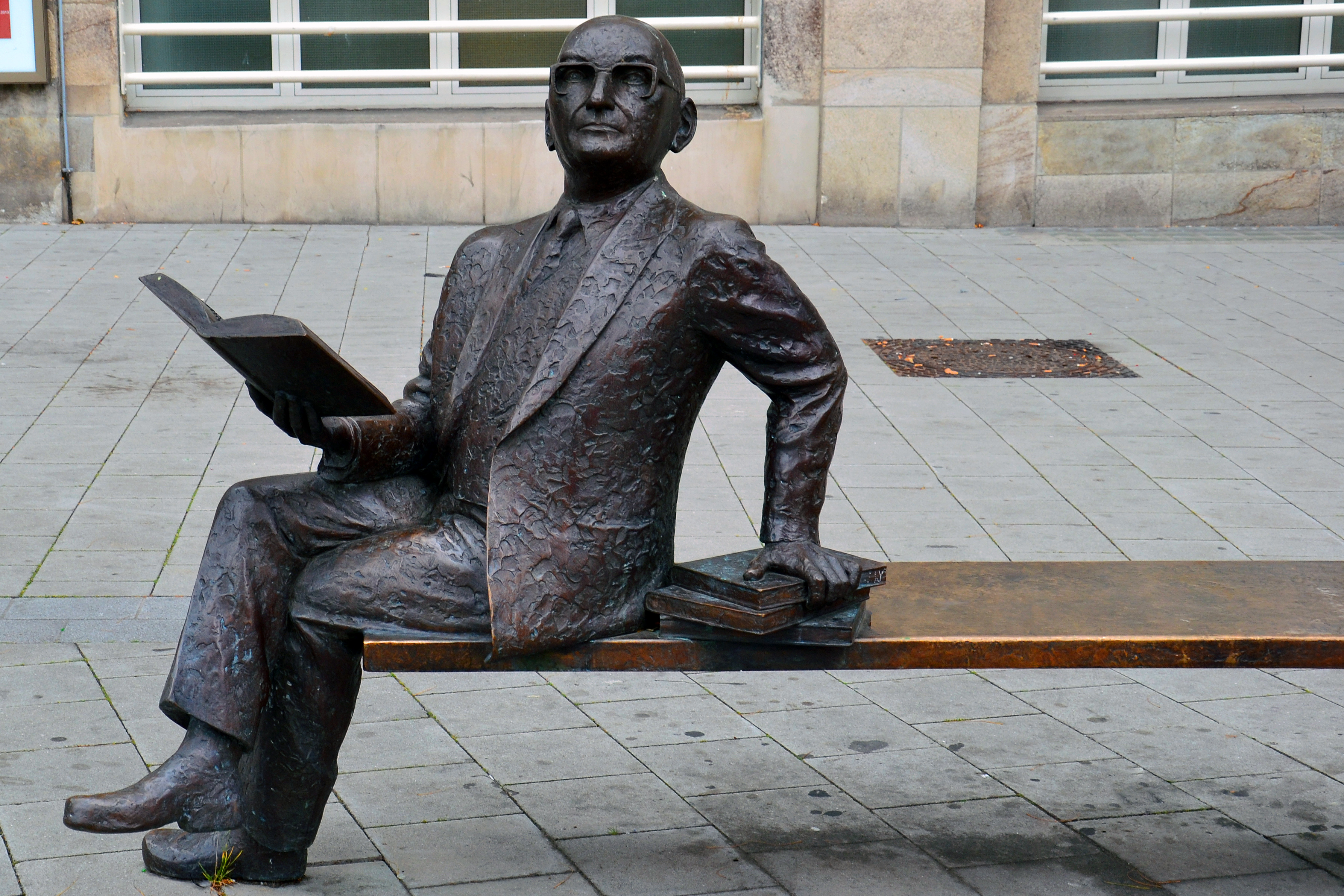
Heinrich Reisner, Bronzeskulptur von Jürgen Ebert (2011), westlich des Hauses der Technik in Essen

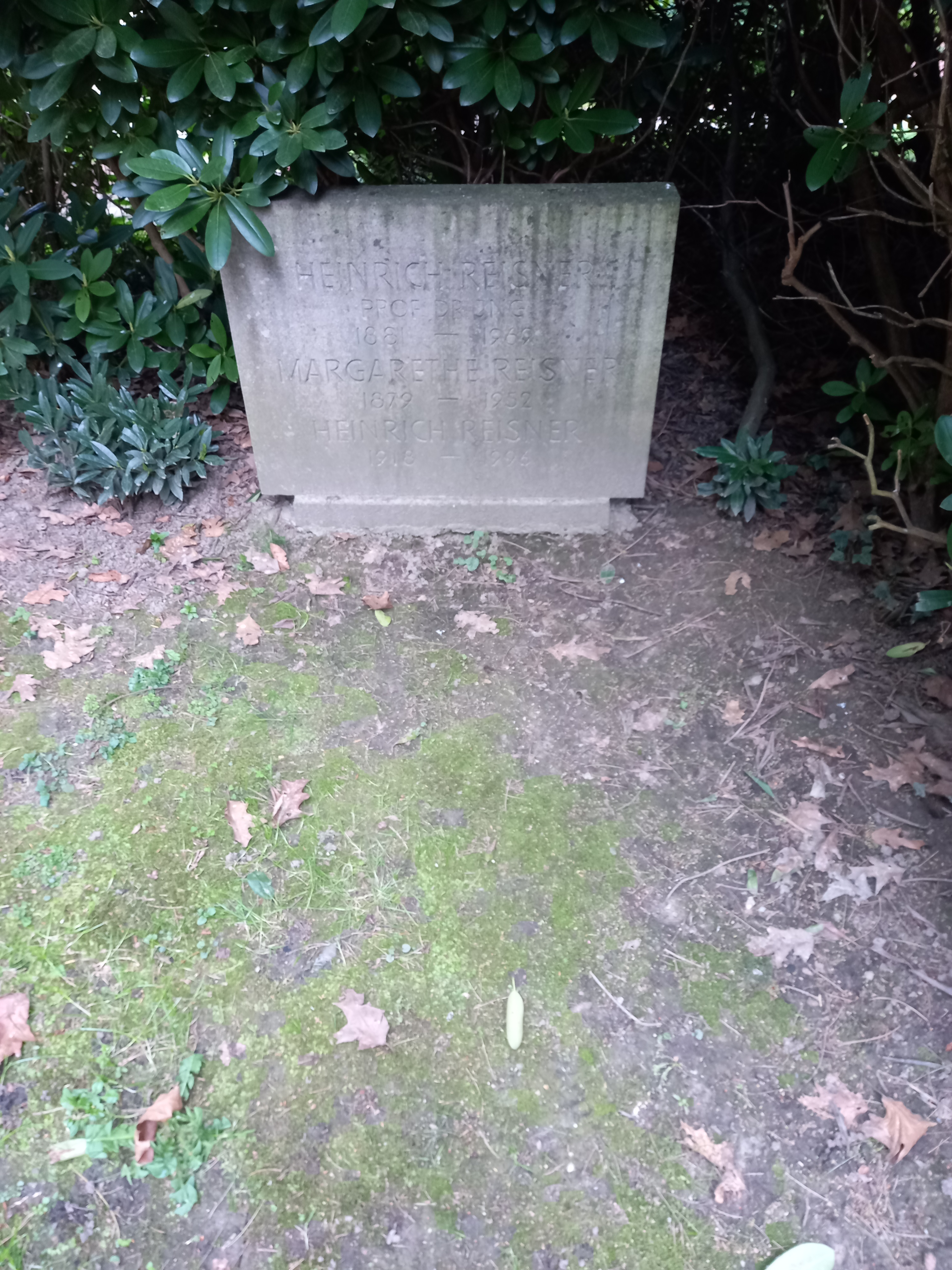
Das Grab von Heinrich Reisner und seiner Ehefrau Margarethe auf dem Friedhof Bredeney in Essen

Heinrich Julius Reisner (* 19. Juli 1881 in Schrimm an der Warthe; † 12. August 1969 in Essen) war ein deutscher Bauingenieur sowie Gründer und Direktor des Hauses der Technik (HDT) in Essen.

## Leben und Wirken
Nach seinem Abitur auf einem humanistischen Gymnasium im Jahr 1900 studierte der Sohn eines Landwirtes und Sägewerks- und Ziegeleibesitzers an den Universitäten in Berlin, Eberswalde und Rostock Bau- und Ingenieurwissenschaften sowie Naturwissenschaften und Geologie. 1906 bestand er die Prüfungen zum Diplom-Ingenieur und war anschließend in verschiedenen Positionen in der freien Wirtschaft unter anderem als Wasserwirtschaftler und Hydrologe angestellt. Seine hydrologischen Forschungen zur Ruhr und seine Studie Die Wasserwirtschaft im Ruhrgebiet waren grundlegend für das Memorandum von Karl Imhoff über Die Reinhaltung der Ruhr (1910 verfasst, 1912 als Buch veröffentlicht), das seinerseits den Weg für das 1913 verabschiedete preußische Ruhrreinhaltungsgesetz und die Gründung des Ruhrverbandes bereitete.
Im Verlauf dieser Jahre erkannte Reisner aufgrund der sich rasant entwickelnden Fortschritte besonders in den technischen und naturwissenschaftlichen Berufen die dringende Notwendigkeit stetiger Fortbildungen für Ingenieure. Zu diesem Zweck gründete er im Jahr 1909 die „Rheinisch-Westfälische Gesellschaft für die Exakten Wissenschaften zu Essen“, die die Weiterbildung der Ingenieure organisieren sollte. Drei Jahre später plädierte er dazu sowohl auf der Hauptversammlung dieser Gesellschaft als auch mit Hilfe einer Publikation in der Schrift Wissenschaftliche Bestrebung im Rheinisch-Westfälischen Industriebezirk für die Einrichtung eines entsprechenden offiziellen und anerkannten Fortbildungsinstituts mit Sitz in Essen – eine positive Entscheidung wurde jedoch vorerst noch vertagt.
Zwischenzeitlich wurde Reisner im Jahr 1915 als Schriftleiter und hauptberuflicher technischer Redakteur im Essener „Girardet-Verlag“ der Unternehmerfamilie Wilhelm Girardet übernommen, dem er bis 1933, und davon in den letzten drei Jahren als freiberuflicher Mitarbeiter angehörte. Dabei verlor er seine Vision eines Fortbildungsinstituts nicht aus den Augen und gründete hierzu im Jahr 1919 zusammen mit dem Essener Oberbürgermeister Hans Luther, sowie dem Chemiker Franz Fischer und dem Bankier Wilhelm von Waldthausen die noch heute bestehende „Gesellschaft für Wissenschaft und Leben im rheinisch-westfälischen Industriegebiet“ als neue „Dachgesellschaft für die wissenschaftlichen, kulturellen und wirtschaftlichen Bestrebungen“, in die seine bisherige „Gesellschaft für die exakten Wissenschaften“ übernommen wurde. Trotz der Hilfe dieser einflussreichen Personen musste sich Reisner noch einige Jahre gedulden. Zwischenzeitlich, im Jahre 1924, wurde er an der Technischen Universität Dresden mit einer Dissertation über Hydrologisch-wasserwirtschaftliche Untersuchungen bei Wasserkraftwerken promoviert.
Schließlich wurde das angestrebte Fortbildungsinstitut als „Haus der Technik“ im Gebäudetrakt der Essener Börse eingerichtet und am 21. November 1927 durch ihn persönlich in seiner Funktion als erster Geschäftsführer des HDT eröffnet. Drei Jahre später wurde er zum Direktor dieses Instituts ernannt, weswegen er seine Verlagstätigkeit im Girardet-Verlag nur noch freiberuflich weiterführte. Mit der Machtergreifung durch die NSDAP im Jahr 1933 wurde Reisner aus politischen Gründen aus allen seinen Ämtern und Aufgaben entlassen.
Nach der Zerstörung des Gebäudekomplexes im Zweiten Weltkrieg beteiligte sich Reisner unmittelbar nach Kriegsende als erneut eingesetzter Direktor am Wiederaufbau des Institutes. Auch die RWTH Aachen zeigte Interesse an dieser Einrichtung und gründete hier im Jahr 1946 eine neue Außenstelle. Auf Grund dieser Kooperation wurde Heinrich Reisner von der RWTH Aachen im gleichen Jahr zusätzlich als Honorarprofessor mit dem Lehrgebiet Geschichte und kulturelle Bedeutung der Technik übernommen.
Heinrich Reisner war unter anderem Mitglied im Geschichtsausschuss des Vereins Deutscher Eisenhüttenleute, dem heutigen Stahlinstitut VDEh, sowie seit 1953 in der Deutschen Gesellschaft für Geschichte der Medizin, Naturwissenschaften und Technik e. V. (DGGMNT). Von 1948 bis 1951 war er Vorstandsmitglied des Vereins Deutscher Ingenieure (VDI).
Er wurde auf dem Friedhof Bredeney beigesetzt.

## Ehrungen
Nach seinem altersbedingten Ausscheiden aus dem aktiven Berufsleben 1951 wurde Reisner für die erfolgreiche Zusammenarbeit des HdT mit der RWTH Aachen am 25. Mai 1951 zunächst die Ehrenbürgerschaft der RWTH Aachen zuerkannt. Zehn Jahre später erfolgte seine Ernennung zum Ehrensenator. Im Rahmen einer Feierstunde zu seinem 85. Geburtstag wurde Reisner, der als „Anwalt der Ingenieure“ und als außerordentlich engagierter Mensch mit hoher Kontakt- und Integrationsfähigkeit galt, das goldene Siegel der Stadt Essen verliehen.
Der Heinrich-Reisner-Platz vor dem Haus der Technik in Essen wurde 2010 nach ihm benannt. Eine 2011 von Jürgen Ebert geschaffene Bronzeskulptur zeigt Heinrich Reisner mit einem Buch auf einer Bank sitzend. Diese wurde im gleichen Jahr auf dem Heinrich-Reisner-Platz aufgestellt, jedoch 2018 wegen wiederholtem Vandalismus wieder abgebaut.

## Schriften (Auswahl)
- Das Hochwasser im Juli 1907 in der Grafschaft Glatz. In: Zeitschrift für Gewässerkunde, 1909/1910, Jg. 9, Heft 1, S. 1–64.
- Die Wölfel. Eine gewässerkundliche Studie. In: Zeitschrift für Gewässerkunde, 1909/1910, Jg. 9, Heft 2, S. 159–182.
- Die Hochschulen der Technik in Europa. Girardet, Essen 1916 (= Sonderdruck aus Anzeiger für Berg-, Hütten- und Maschinenwesen, Jg. 1916).
- Sammlung und Förderung wissenschaftlicher Bestrebungen im rheinisch-westfälischen Industriebezirk. Rheinisch-Westfälische Gesellschaft für die Exakten Wissenschaften zu Essen, Essen 1919.
- Führer durch die Wasserbau- und Binnenschifffahrt-Ausstellung, Essen 1922, 31. März bis 30. April. Boeckling & Müller, Essen 1922.
- Führer durch die Wärme-Ausstellung, Essen 1922, 17. Juni bis 16. Juli. Allgemeine Anzeigen GmbH (Ala) / Vereinigte Anzeigengesellschaften Haasenstein & Vogler, Daube & Co., Essen 1922.
- Hydrologisch-wasserwirtschaftliche Untersuchungen bei Wasserkraftwerken. Dissertation, TU Dresden 1924.
- Die Fortbildungsfragen in der Technik. In: Ruhr und Rhein. Wirtschaftszeitung herausgegeben von den Industrie- und Handelskammern zu Bochum, Dortmund, Duisburg-Wesel, Essen, Krefeld, 1928, Jg. 9, S. 818–823.
- Ruhrländisches Bauwesen 1904–1929. Girardet, Essen 1929.